# آیت باها
آیت باها (به فرانسوی: Ait Baha) یک منطقهٔ مسکونی در مراکش است که در سوس ماسه درعه واقع شده‌است.

## خصوصیات
آیت باها ۴٬۷۶۷ نفر جمعیت دارد.